# Jumping All Over the World (dal)
A Jumping All Over the World a német Scooter együttes 2008-ban megjelent kislemeze, a harmadik kislemez az azonos című albumról. Az albumváltozathoz képest jelentősebben megváltoztatták, többek között új második versszakot kapott és egy kiállást. Különlegesség még, hogy a kislemezen nem egy, hanem mindjárt két B-oldalas szám található. A dal egy feldolgozás, a Sailor "A Glass of Champagne" című számáé, illetve Headhunterz "Rock Civilization" című számáé.
Nagy-Britanniában 2008 júniusában jelent meg, és nagy népszerűségre tett szert, melynek köszönhetően ezüstlemez státuszt ért el. Rendszeresen visszatérő szám a koncerteken, de már főként inkább medleyben játszva.
A kislemezen számos utalás található a Twin Peaks című tv-sorozatra, úgy mint a Jacques Renault után elnevezett Club Mix, a B.O.B. címe és dallama, valamint H.P. Baxxter borítón szereplő álneve, az "MC Earl of Windom". A szám kezdő másodperceiben hallható repülőtéri hangosbemondó a "38-as kapuhoz" hívja Mr. Baxxtert, Mr. Jordant és Mr. Simont - ez egy utalás arra, hogy - ha nem számoljuk bele a "Vallée de Larmes" és a "Stripped" kislemezeket - ez a Scooter 38. kislemeze.

## Számok listája

### Eredeti
1. Jumping All Over the World (Radio Edit) (3:46)
2. Jumping All Over the World (Jacques Renault Club Mix) (5:56)
3. Jumping All Over the World (Extended Mix) (5:43)
4. Tribal Tango (3:50)
5. B.O.B. (3:41)

A "B.O.B." azoknak a vásárlóknak járt, akik a kislemezt CD-formátumban vették meg.

### Brit kiadás
1. Jumping All Over the World (Radio Edit) (3:46)
2. Jumping All Over the World (Extended Mix) (5:43)
3. Jumping All Over the World (Jacques Renault Club Mix) (5:56)
4. Jumping All Over the World (Alex K Mix) (6:36)
5. Jumping All Over the World (Fugitives '80s Style Mix) (5:51)

### Vinyl verzió
A szám megjelent bakelitlemezen is, melyen az alábbi dalok szerepelnek:
- A1: Jumping All Over the World (Extended) (5:43)
- B1: Jumping All Over the World (Jacques Renault Club Mix) (5:56)

## Más változatok
Az "Extended Mix" kivételével valamennyi dal felkerült a 2013-as "Jumping All Over The World (20 Years of Hardcore Expanded Edition)" kiadványra.
A dal szerepel a 2008.as "Live In Berlin" kiadványon, továbbá a 2010-es "Live In Hamburg" és a 2011-es "The Stadium Techno Inferno" kiadványokon. Szerepel továbbá a "J'adore Hardcore"-ral közös medleyben a 2020-as "I Want You To Stream" koncertalbumon.

## Videoklip
A videóklipet a világ számos részén forgatták, igazodva a szám címéhez (Anglia, Írország, Skócia, India, Oroszország, Ausztrália, Amerikai Egyesült Államok, Tunézia, Izland). A Sheffield Jumpers tagjai táncolnak benne, a köztes jelenetekben pedig H.P. Baxxter szövegel. A Scooter másik két tagja, Rick és Michael gyakorlatilag nem láthatóak a klipben: Michael egy, az "And No Matches" videóból átmentett pár pillananyi képsoron látszódik, Rick pedig az "Excess All Areas" koncertvideóból bevágott jeleneteken. A szemfüles megfigyelők észrevehetik a felvételeken Jay Frogot, aki akkor már két éve nem volt a banda tagja.

## Közreműködtek
- H.P. Baxxter a.k.a. MC Earl of Windom (szöveg)
- Rick J. Jordan, Michael Simon (zene)
- Jens Thele (menedzser)
- Georg Kajanus (eredeti szerző)
- Sven Sindt (fényképek)
- MINUTE (borítóterv)